# 吳炳炎
吳炳炎（1920年10月30日—），湖南省凤凰县人，苗族，中華民國空軍上校退伍，中華民國空軍官校17期畢業，中華民國空軍首位苗族飛行員。

## 生平

### 早年
吳炳炎生於湖南，家中世代務農，其父吳庭昭為供其讀書而變賣田產，在私塾待三年後轉往鳳凰縣城就讀文昌閣小學:1。後就讀師範學校，期間因報國心切前往成都就讀空軍士校，然因受構陷而轉投北碚的國立體專，半年後受白崇禧演講所感，前往昆明報考空軍官校，再度入伍:2。

### 軍旅生涯
吳炳炎於1943年4月入伍；6月10日，赴印度臘河分校接受初級飛行訓練。1944年6月，至美國亞利桑那州受中級飛訓；8月至德州受高級飛訓。1945年4月歸國時對日抗戰已近尾聲，吳炳炎被派往四川梁山（今重慶市梁平区）的「中美作戰指揮室」，曾偕同美國飛行員駕駛B-25轟炸日軍。1945年8月14日，日本宣布無條件投降，調往東北長春地區司令部任連絡飛行員，後調錦州機場任中隊參謀兼分隊長:2,3。1949年，因共軍破城在即，吳炳炎與即將臨盆的妻子喬裝平民前往天津並巧遇岳父，後輾轉武漢、廣州、新竹:3、虎尾等地，最後定居於岡山醒村。
1950年4月，轉任空軍官校飛行教官，帶過官校29期至44期，曾帶飛前行政院長唐飛:3。後因隙與長官爭執，1977年以上校大隊長退伍:4。

### 退伍之後
吳炳炎退伍之後縱情詩文、拜佛布施:4。吳炳炎岳父張禎退休後在醒村中的水泥空地開闢羽球場，由村中老年人組成一支羽球隊，吳為其中一員。吳炳炎開始打羽球後，曾在臺灣、中國、美國等地，參加全球華人羽球邀請賽或清晨盃羽球賽中的高齡組賽事，並數度奪冠。《青岛早报》曾評其為另一個「超級丹」，稱讚他在世界業餘老人羽壇的地位。2018年，吳炳炎以99歲高齡參加在美國拉斯維加斯舉辦的世界華人羽球美國錦標賽，超越金氏紀錄的96歲紀錄。

## 家庭
吳炳炎岳父張禎為臺灣羽球運動推動者、教練，被譽為「臺灣羽球之父」，吳炳炎與岳父來臺後曾一同定居於高雄岡山的醒村；另有一外甥張晨光為藝人。
吳炳炎育有二兒一女，子孫中多位從軍。長子畢業於陸軍財務學校（現國防大學管理學院）；次子吳仲豪畢業於空軍官校，後為飛行教官，女婿亦出自空軍官校。曾外甥女婿為F-16飛行員。長孫為空軍地勤:5。

## 著作
- 《苗驢傳奇: 一位老飛行員的故事》（2005年，ISBN 9574130916、9789574130917）[14][11]

## 註腳